# 경찰 축구단
경찰 축구단(Korean Police Football Club)은 대한민국 경기도 용인시에 있었던 축구 선수단이다. 경찰대학 산하 무궁화체육단이 운영했던 남자 세미프로 축구단이며, 1996년에 창단되었고 2013년에 해단되었다. 이후 안산 무궁화 FC와 아산 무궁화 FC의 모태가 되는 축구단이다.

## 역사

### 치안국 축구단
경찰 축구단은 경찰 소속 축구단이라는 공통점으로 치안국 축구단을 모태로 고려해 볼 수 있다. 치안국 축구단은 1961년 창단한 현재의 경찰청 조직에 해당하는 치안국 소속의 축구단이었다. 이후 이듬해 다시 현재 서울지방경찰청에 해당하는 서울특별시 경찰국 축구단으로 재출범하였으며 약칭인 서울시경 축구단으로 불리다가 1967년 다시 구단 명칭을 치안국 축구단으로 환원하여 활동하였지만 그 해 전국실업축구연맹전 우승 기록을 남기고 재정난으로 인해 해체되었다.
치안국 축구단 및 서울시경 축구단으로 전국실업축구연맹전 3회 우승 (1966 춘계, 1966 추계, 1967 춘계)와 대통령배 전국축구대회 1회 준우승 (1963년)을 하며 1960년대 좋은 성적을 거두었다.

### 창단 및 경찰 축구단 시대 (1995–2012)
1995년 11월 경찰 축구단 창단이 결정되어 같은 해 12월 7일 대한민국 경찰과 대한축구협회 간에 약정서를 체결하였다. 대한축구협회로부터 국민대학교 축구부 감독 유동춘을 추천받아 초대 감독으로 내정하였고, 프로 선수 14명, 실업 선수 6명, 총 20명의 선수를 추천받아 의무경찰 신분으로 배치하면서 첫 선수단을 꾸렸다. 1996년 3월 29일, '선수들의 군 복무 해결', '국민에 친근한 경찰 이미지 제고'라는 목적하에 공식 창단식을 거행하였다. 1996년 실업 리그인 전국실업축구연맹전에 참가하였고 98년 추계실업축구연맹전에서 준우승, 99년 춘계실업축구연맹전에서 3위에 오르는 성과를 기록하였다. 2001년부터는 K리그의 2군 리그인 R리그에도 참가하기 시작하였다. 2002년 추계실업축구연맹전에서 강릉시청을 승부차기에서 꺾고 역사상 처음으로 리그에서 우승하였다. 이후 전국실업축구연맹전이 K2리그로 재출범하면서 실업 리그를 떠나 R리그에만 참가하기 시작하였다. 그러나 컵 대회인 K2 축구선수권대회에는 2005년까지 참가하였으며 2011년 대회와 2012년 대회에는 불참한 아산 할렐루야를 대신하여 초청팀 자격으로 참가하였다. 연고지가 따로 없던 구단의 특성상 2010년까지는 홈 경기를 개최하지 못하였다. 그러다 2011년 4월 14일, 강원 FC 2군과의 경기를 경찰대학 운동장에서 개최하면서 역사적인 첫 홈경기를 치렀다.
2011 시즌을 앞두고는 대한민국 국가대표 출신의 김두현이 입대하면서 큰 관심을 받았다. 김두현이 경찰로 입대한 이후 염기훈, 배기종, 양동현, 김영후 등 수준급의 선수들이 잇따라 입대하여 전력이 비약적으로 상승하였고, 2012 시즌 R리그 A조에서 우승을 차지하였다.

## 프로화
2001년부터 2012년까지 K리그의 2군리그인 R리그에 참여하였으며 2013년 특정 연고지 없이 경찰 축구단이라는 명칭으로 K리그 챌린지에 참가하였다. 2014시즌부터 안산을 연고지로 하여 안산 무궁화 축구단으로 활동하였으며 2017시즌부터는 아산을 연고지로 하여 아산 무궁화 축구단으로 활동하고 있다.

## 연도별 입대 선수
| 입대년도 | 선수           | 선수                                                                                                   |
| 입대년도 | GK             | 일반                                                                                                   |
| -------- | -------------- | --- |
| 1996     |                | |
| 1997     |                | |
| 1998     |                | |
| 1999     |                | |
| 2000     |                | |
| 2001     |                | |
| 2002     |                | |
| 2003     |                | |
| 2004     | 황희훈         | 박성호, 윤영종, 이선우, 이준기, 임진영, 김동희, 김인호, 문기훈, 박상일, 신재필, 이관희, 정웅, 하태근   |
| 2004     | 황희훈         | 박성호, 윤영종, 이선우, 이준기, 임진영, 김동희, 김인호, 문기훈, 박상일, 신재필, 이관희, 정웅, 하태근   |
| 2004     | 황희훈         | 박성호, 윤영종, 이선우, 이준기, 임진영, 김동희, 김인호, 문기훈, 박상일, 신재필, 이관희, 정웅, 하태근   |
| 2005     | 강성일         | 강동준, 고철호, 권대준, 김정겸, 박지용, 유지덕, 윤홍창, 이성운, 임다한, 정창근, 조선우, 홍정민         |
| 2006     | 김민규, 송동진 | 김재천, 박영근, 부영태, 이성호, 이영균, 이지남, 장동원, 장동현, 정재윤, 조남현, 한상민                 |
| 2007     | 우제명         | 권순욱, 김강현, 김경춘, 김흥섭, 김형운, 김한섭, 신대경, 이진규, 하성룡, 한종원                         |
| 2008     | 김정국         | 강명철, 권오규, 김동진, 김태종, 나병율, 박대식, 박원철, 안선태, 오영기, 이문선, 이승현, 차수권, 최영일 |
| 2009     | 신정환         | 박주현, 안재곤, 강민규, 강병모, 김민구, 유성용, 유재민, 이익훈, 이현호, 정우승                         |
| 2010     | 김민철         | 배슬기, 최창용, 유양준, 김경섭, 최재필, 노경민, 김민구, 유민철, 이창화, 조재원, 박종범, 김영종, 여광수 |
| 2011     | 정의도         | 이승원, 정형준, 김대욱, 김두현, 이창호, 박성재, 김태진, 윤동민, 김오성, 이용승                         |
| 2012     | 조상준         | 전상훈, 이치준, 김제환, 김문수, 구자룡, 김영우, 조남기, 최원욱, 권혁진, 김영후, 양동현, 배기종, 염기훈 |

### 역대 감독
- 취임은 공식 취임식 일자이며 취임식이 없거나 미상인 경우 공식 선임 일자를 기재한다

| 순번 | 이름   | 취임       | 사임       | 재임시즌  | 비고 |
| ---- | ------ | ---------- | ---------- | --------- | ---- |
| 1대  | 유동춘 | 1996/03/29 | 2001/03/07 | 1996-2000 |      |
| 2대  | 김기복 | 2001/03/07 | 2005/11/02 | 2001-2005 |      |
| 3대  | 박대제 | 2005/11/03 | 2010/10/11 | 2006-2010 |      |
| 4대  | 조동현 | 2010/10/12 | 2015/01/13 | 2011-2014 |      |

## 참고 문헌
- “스포츠지원포털 등록 현황”. 대한체육회.
- “KFA 통합경기정보 시스템”. 대한축구협회.

## 같이 보기
- 무궁화체육단
- 안산 무궁화 FC
- 아산 무궁화 FC
- 경찰 야구단